# Michał Chrobry
Michał II Chrobry, ros. Михаил Ярославич Хоробрит alias Храбрый (zm. 1248) – książę moskiewski od 1246, wielki książę włodzimierski od 1248.

## Życiorys
Był czwartym synem Jarosława Wsiewołodowica i jego drugiej żony Fiedosji, córki Mścisława Udałego. Młodszy brat Aleksandra Newskiego.
Po śmierci ojca w 1246 został księciem moskiewskim. W 1248 po obaleniu swojego stryja, Światosława Gabriela, został wielkim księciem włodzimierskim. Krótko potem (15 stycznia 1248 r.) zginął w bitwie z Litwinami nad rzeką Protwą.